# Candico

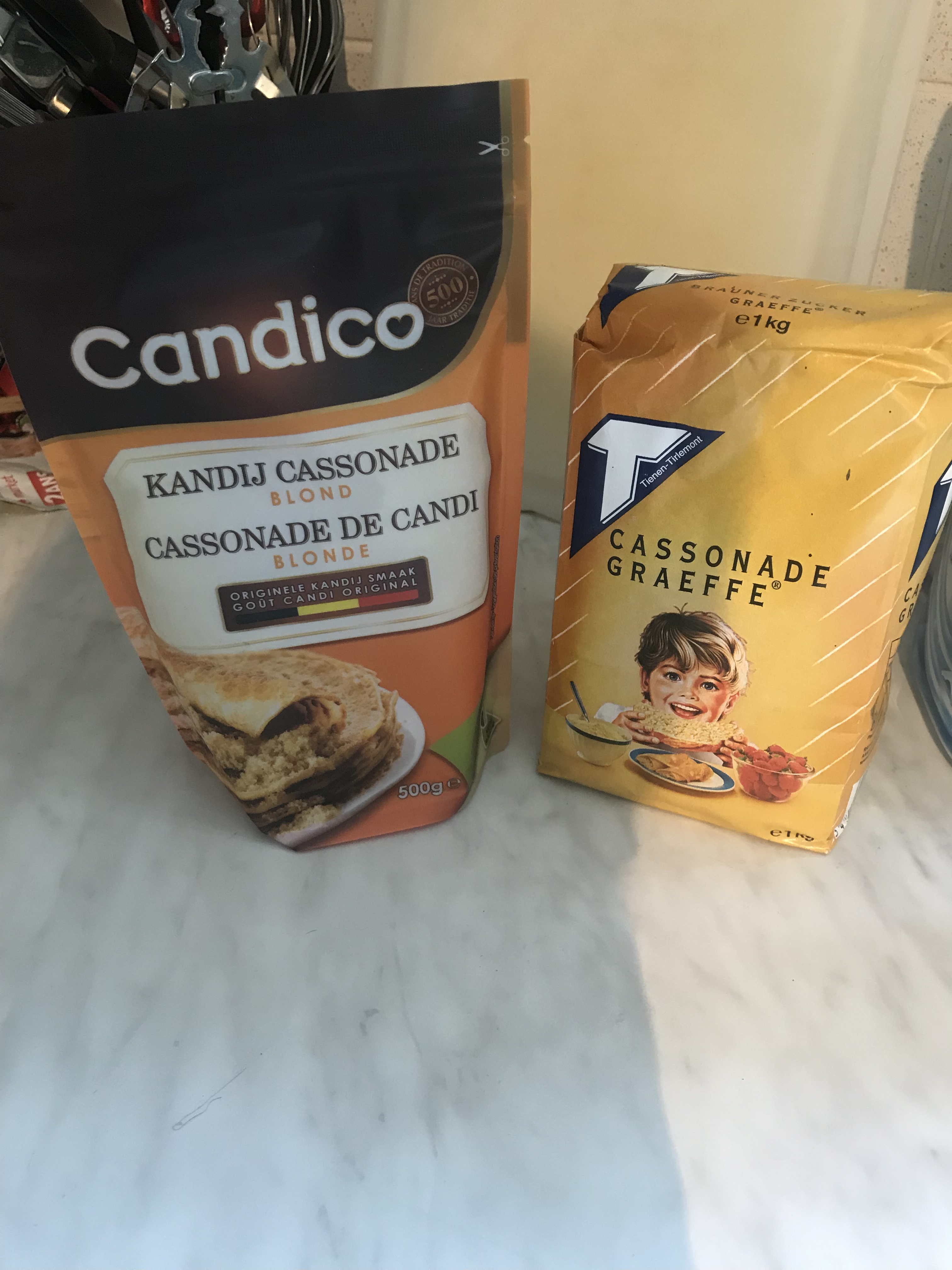
Cassonade Candico et Cassonade Graeffe.

Candico est une marque  de  sucre de canne, sucre candi et de cassonade. Anciennement connue sous le nom Raffima (Raffinaderij Merksem Antwerpen ou Raffinerie Merksem Anvers), c'est une filiale de la Raffinerie Tirlemontoise, elle-même filiale de Südzucker. 

## Histoire
Le port d'Anvers est l'un des grands port pour le commerce de la Canne à sucre. Les premières cargaison de sucre de Canne y arrive dès 1317. C'est au seizième siècle que le traitement du sucre va commencer à prendre de l'importance. La première raffinerie anversoise ouvre en 1508. 
Candico est fondé comme une coopérative rassemblant plusieurs raffinerie anversoise de sucre Candi. Celles-ci finirent par fusionner en la Raffima (Raffinaderij Merksem Antwerpen) qui fut repris par la Raffinerie Tirlemontoise. Elle commença alors à utiliser le nom Candico. 
Sa cassonade de Candi est l'une des deux marques emblématiques de Cassonade en Belgique.